# よみうりランド

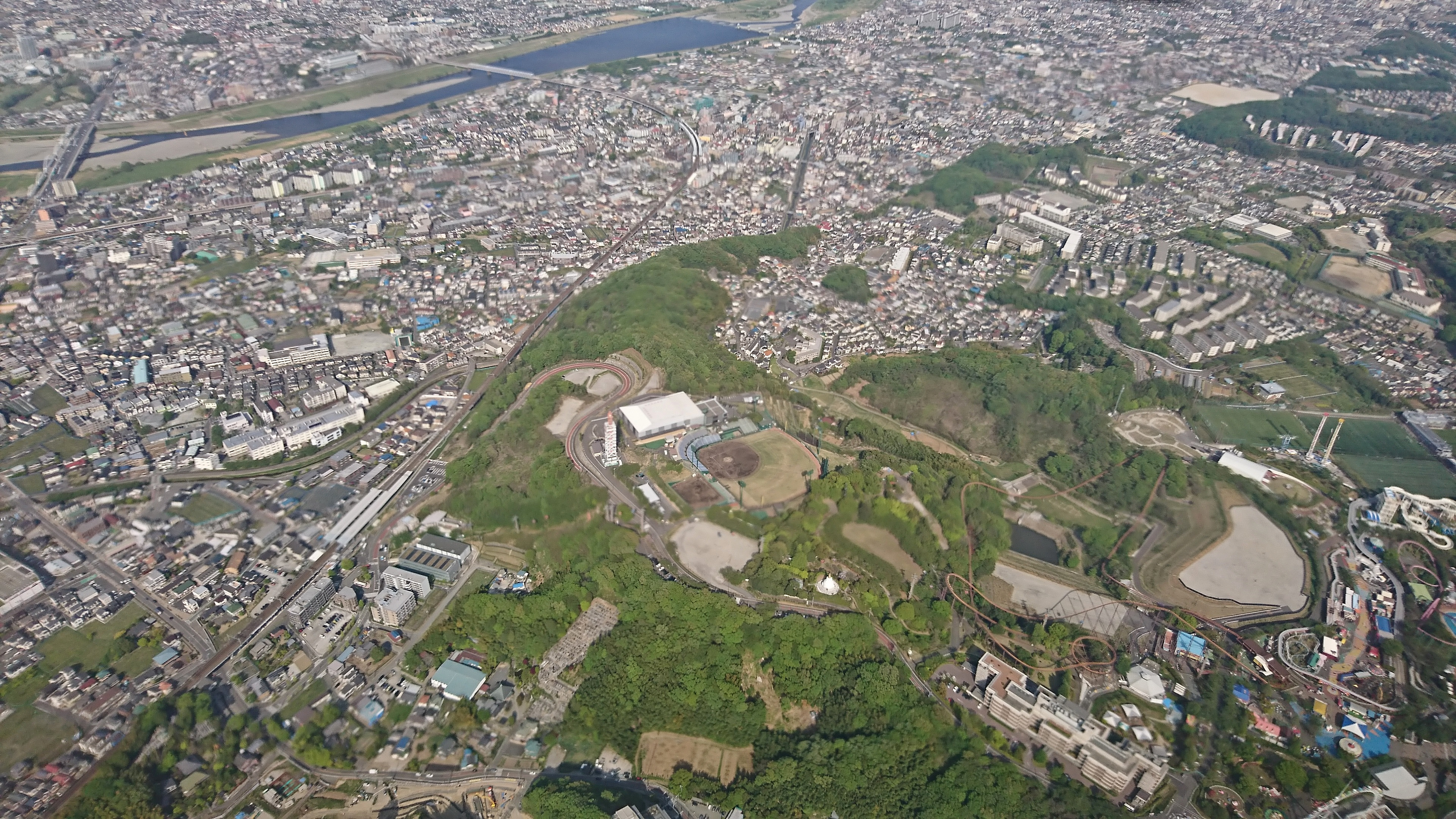
よみうりランド空撮（2018年）

よみうりランド（英: YOMIURILAND）は、東京都稲城市と神奈川県川崎市多摩区にまたがる場所にある遊園地。運営会社は、株式会社よみうりランド（以下、「よみうりランド社」）。よみランと略される場合もある。

## 概要
1964年に読売ランドとして開園し、1968年より現名称となる。多摩丘陵南部の傾斜に沿った広大な敷地に、絶叫マシン、観覧車、ゴーカートといったアトラクションを中心に、アシカショー（旧水族館）、遊泳プール、緑地、キャラクターショーなどを行う「太陽の広場」や多目的ホールなどがある。
1999年に交通機関としてのロープウェイ「スカイシャトル」の開設やエントランス部の建替など大幅なリニューアルを実施し、2012年に「キドキド」、2014年に「日テレらんらんホール」、2016年に「グッジョバ!!」が増築された。
2019年2月6日、バーチャルリアリティーを取り入れた水族館の新設など550億円を2029年3月期にかけての10年間で投資する計画を発表した。  
2000年代には、老朽化した施設が再開発によりスーパー銭湯「よみうりランド丘の湯」や介護療養型医療施設などへと建替えられた。また、かつては日本唯一の常設「水中バレエ劇場」や、園内を一周するモノレール「よみうりランドモノレール」のほか、ラッコ・マナティ・魚類を展示する「よみうりランド水族館」が存在した。  
2024年3月には開園60周年を迎え、園内に新観覧車を建設することが発表され、同年10月24日に｢Sky-Go-LAND｣という名前でオープンした。  

### 所在地
所在地は「東京都稲城市矢野口」と表記されているが、これは京王よみうりランド駅前に置かれているよみうりランド社の本社所在地である。実際は、南側の丘にある大部分の敷地が神奈川県川崎市多摩区菅仙谷4丁目に属し、電話番号も川崎MAの044となっている。
また、川崎市側の敷地内にある読売ジャイアンツ旧室内練習場跡地の一部（現：HANA・BIYORI駐車場）は稲城市の飛地である。このため2004年ごろ、旧室内練習場に泥棒が侵入した際は警視庁と神奈川県警の警察官が同時に出動し、侵入経路や窃盗の被害にあったロッカーがどちらの都県に属するかといった管轄をめぐる争いが発生したという。なお、川崎市内に所在する日テレらんらんホールでは、稲城市の成人式が開催されており、対象の新成人は入園招待される。

### よみランCLUB
2022年2月1日より開始された会員制度。登録や年会費は無料。登録するとオンラインで入園券やワンデーパスなどを会員割引価格で購入できる他、遊園地の年間パスや半年パス、HANA・BIYORIの年間パスを購入することができる。また、ポイント制度が導入されており、チケット購入時や来園時、飲食物販店（一部店舗を除く）を利用することで加算される。
なお、よみうりランドに隣接するHANA・BIYORIや丘の湯でも入場時のポイントを加算できる。貯まったポイント数に応じて、よみうりランドのオリジナルグッズやチケットに交換できる他、閉園後の園内を貸切で利用することも可能になる。
会員ステータスがレギュラー、シルバー、ゴールドとあり、昇格するとチケット購入時と飲食物販利用時のポイントの倍率が上がる、限定クーポンの付与や特別イベントの招待といった特典がある。

### スムースチケット
以下のアトラクションでは優先乗車券「スムースチケット」を販売している。列に並ぶことなく優先的にアトラクションを利用できる。
- バンデット（スプラッシュバンデット開催時は販売中止）
- スプラッシュU.F.O.
- スピンランウェイ
- リポビタンロケット☆ルナ
- お化け屋敷「ひゅ～どろ」
- Sky-Go-LAND（ジュエルミネーション開催日のみ）

## 遊園地の施設

### バンデットエリア

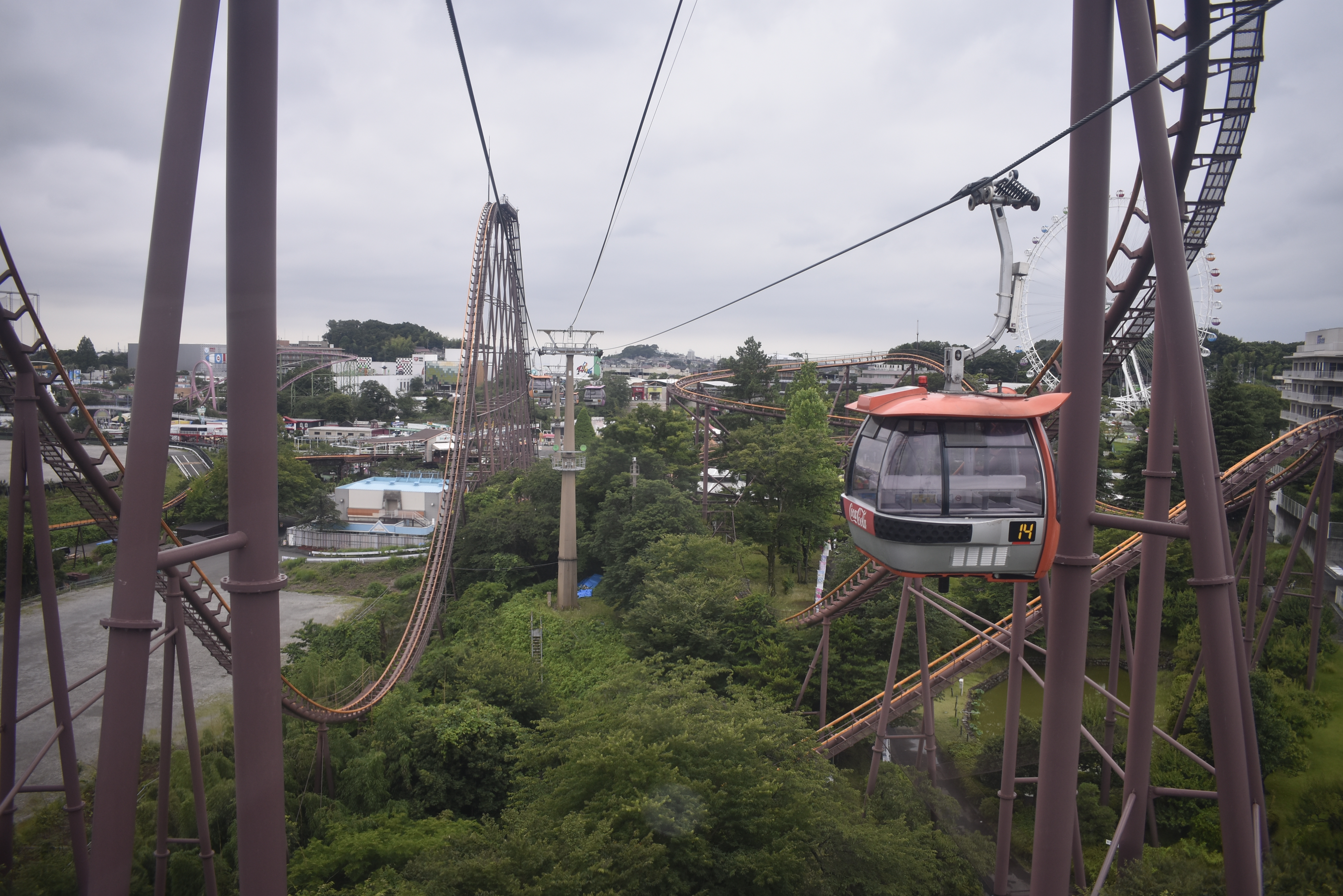
バンデット

1988年3月25日開業の大型ローラーコースター。最高時速110kmは当時世界最速、現在でも神奈川県内最速である。最高点と最下点の高低差は78m、走行距離は1,560m。総工費18.5億円。トーゴ製。
夏季は全身ずぶ濡れになる「スプラッシュバンデット（通常のバンデットと交互で運営）」が、冬季はイベント「ジュエルミネーション」で、車両にLEDを取り付け、コース途中で炎柱が上がる「スターライトバンデット」が運営される。これまでに期間限定で、コースを後ろ向きに走る「逆走バンデット」や、コース途中で火柱が上がる「ファイヤーバンデット（スターライトバンデットに継承）」などのイベントが行われた。
一時期はライドフォトサービスがあり、コース内に設置したカメラで乗車中の写真を撮影、降車後に購入できた。
アニマルレスキュー 〜メカンチュラの襲来〜
ジープ型のライドに乗りこみ、悪いハンターたちから動物を守るシューティングライド。

### ファミリーエリア
Sky-Go-LAND
2024年10月24日、アニマルコースターとスイーツカップの跡地にオープンした大観覧車。サノヤス・ライドが設計と施工を担当し、冷暖房完備で夏や冬でも快適に乗車できる他、車椅子で乗り降りできる仕様となっている。
ちびっこ消防隊 けしっぴー
アシカショー
開園当初から旧水族館の建物で開催されていたが、2017年より日テレらんらんホールへ移転されていた。園内で飼育されているカリフォルニアアシカによる公演で、ワンデーパス・ひよこパスなどでは入場フリー、入園のみの場合は1回につきのりもの券300円で観覧可能であった。ラッコ・マナティ館を継承し日本動物園水族館協会に水族館扱いで加盟。1991年の足利銀行をはじめ、アシカが登場するTVCFの多くで当施設のアシカが出演している。2024年7月現在、アシカショーはアシカ館（旧六角ホール）で開催されている。

### 太陽の広場

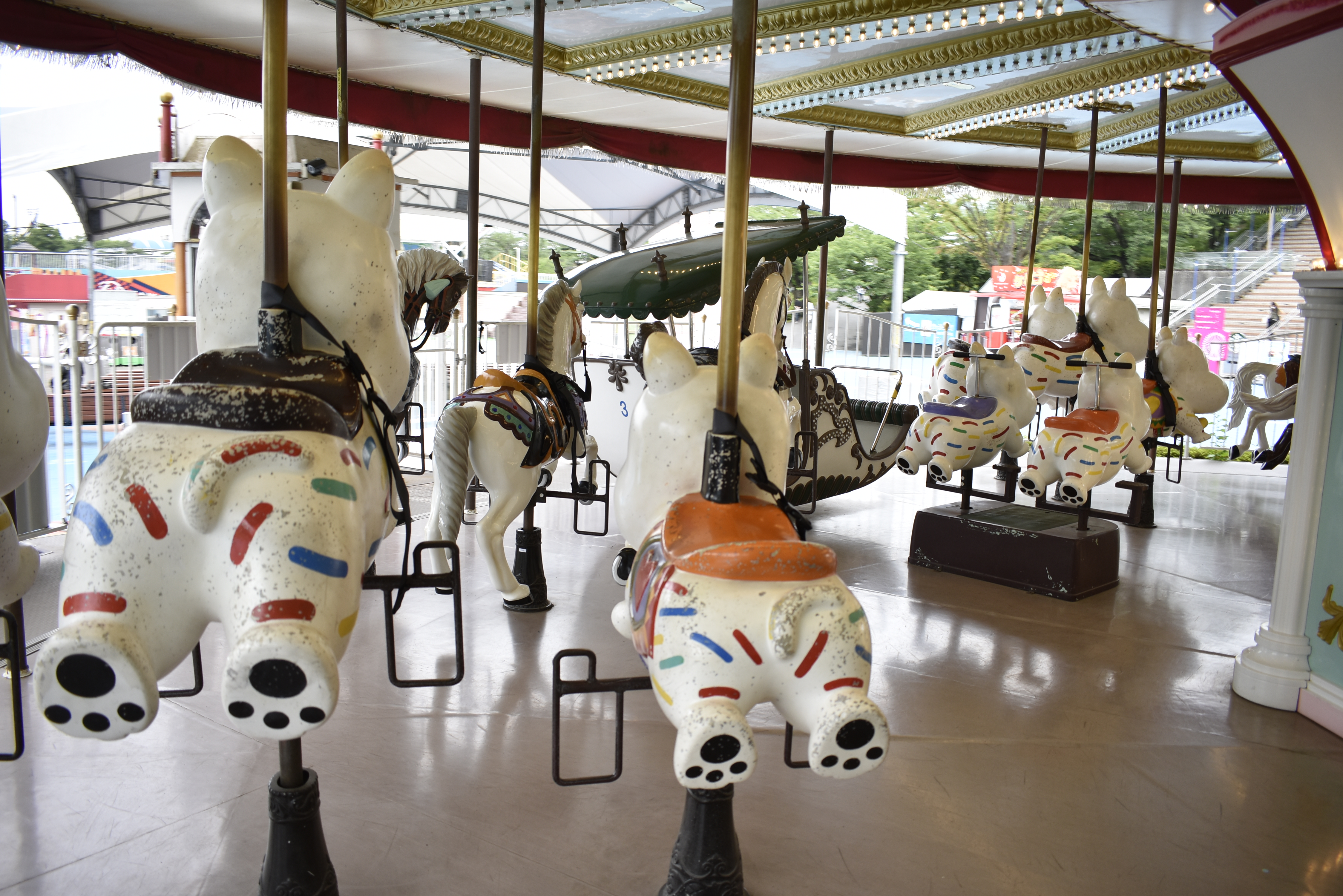
メリーゴーランドドッグ

馬や馬車の他、当園のマスコットキャラクターであるランドドッグに乗ることができるメリーゴーラウンド。
ぶんぶんスイング（2025年3月20日開業）
小型のブランコ型アトラクション。
フロッグホッパー

ぐるぐるドライブ

### フラッグストリート

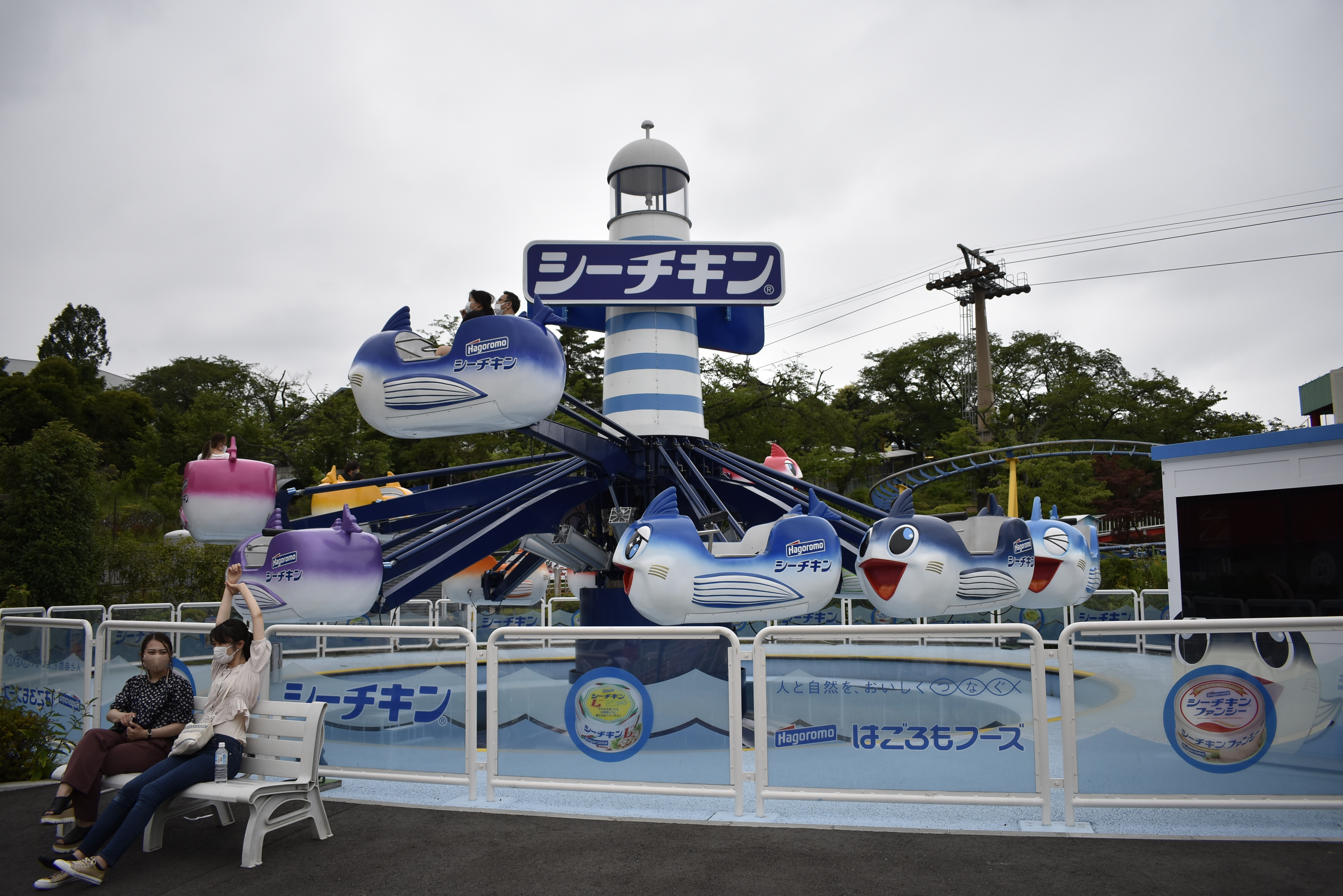
シーチキン GO!

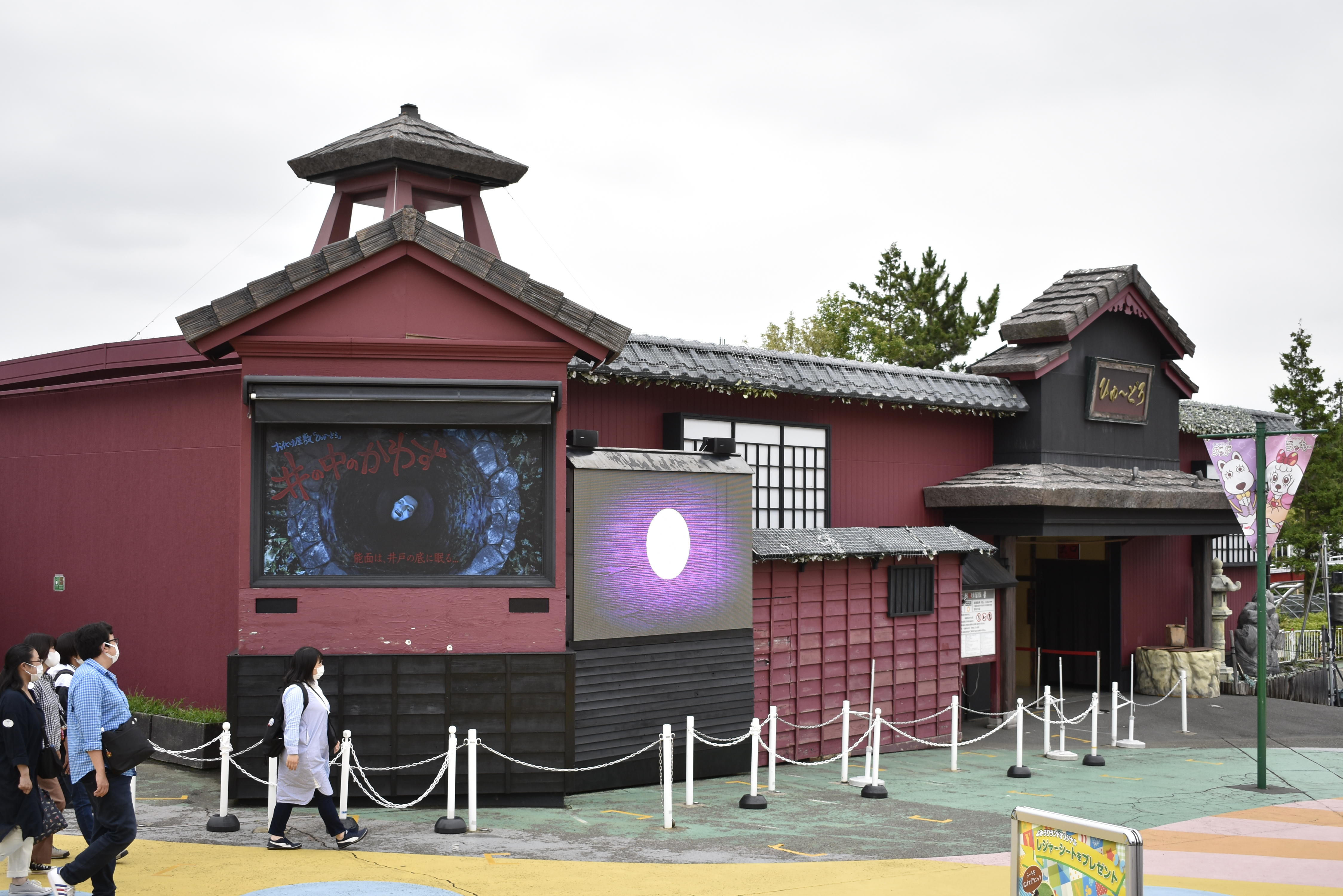
お化け屋敷「ひゅーどろ」

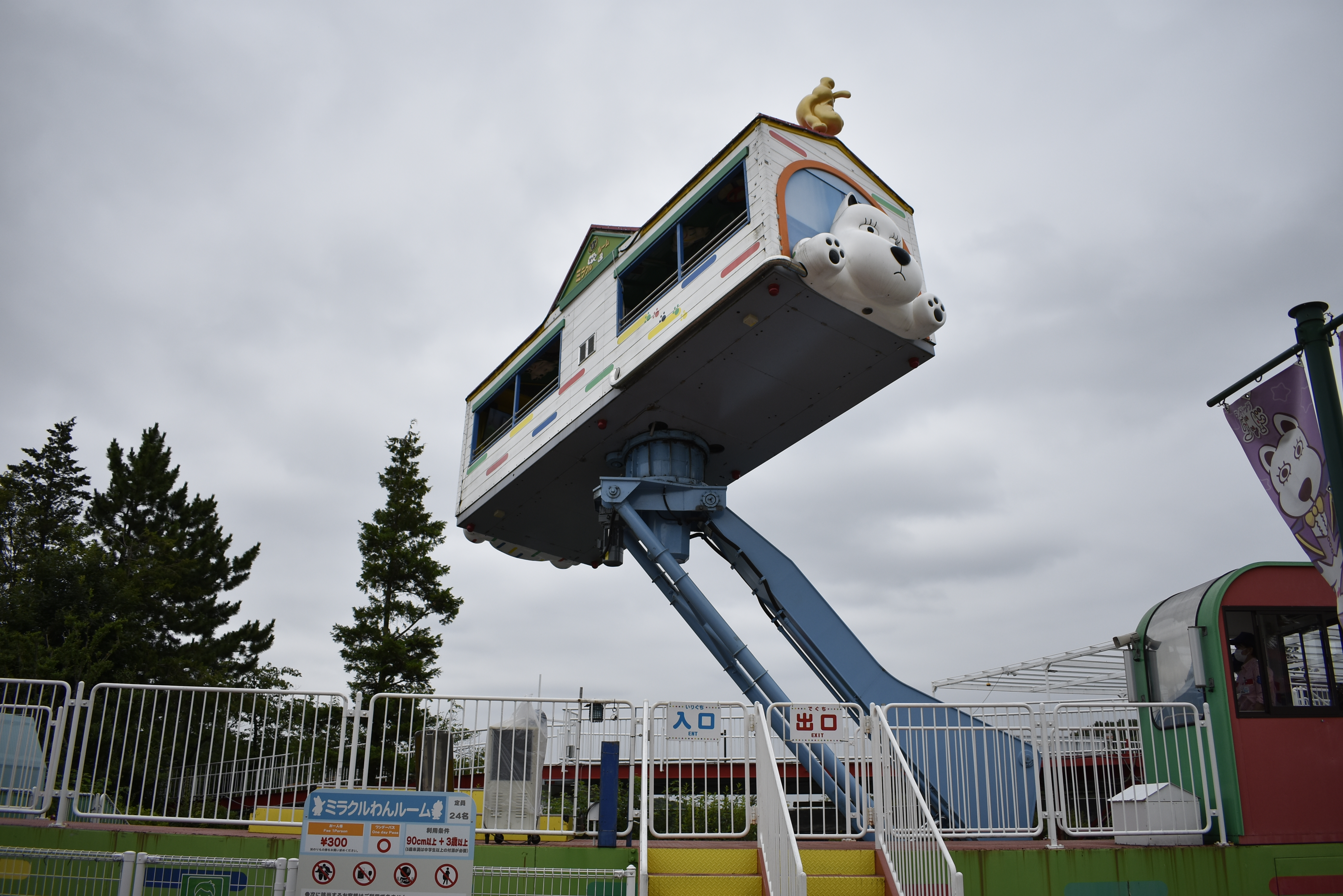
ミラクルわんルーム

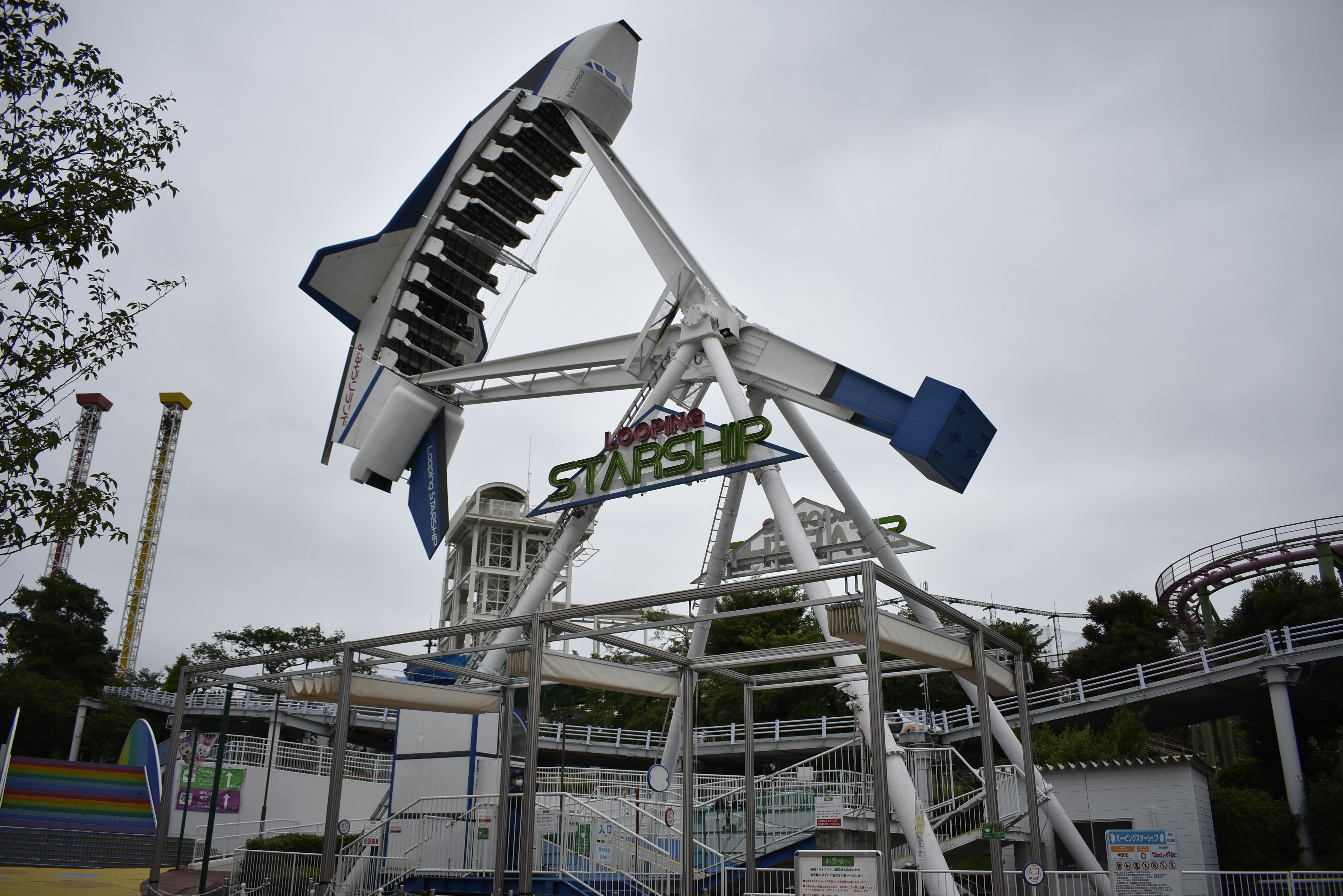
ルーピングスターシップ

ディノランナー
恐竜をテーマにした小型のローラーコースター。2人乗りの恐竜型車両6両（ティラノサウルスとトリケラトプス各3両）と、身長制限の無い4人乗り（大人のみの場合は3人まで）のトロッコ型車両2両が連なった8両編成となっている。
プテラノドンとお空の大冒険
プテラノドンをテーマにした小型のタワー型アトラクション。レバーを操作する事で上下に動かす事ができる他、木の実を獲得するミニゲームがある。

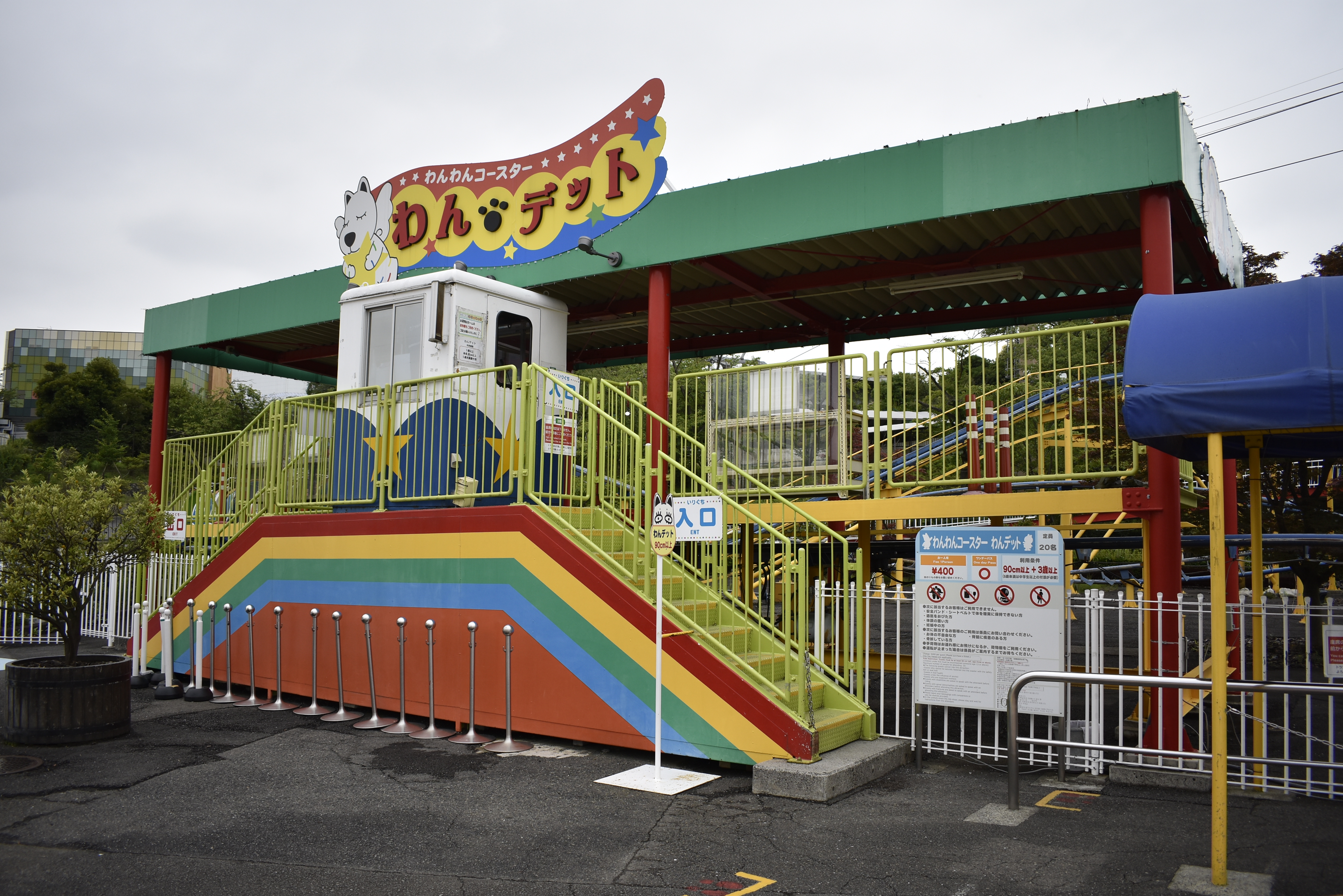
わんわんコースター わんデット

ランドドッグをモチーフにした小型のローラーコースター。コースを2周する。
シーチキンGO!

2020年7月18日開業。はごろもフーズの宣伝カー「シーチキン号」をモチーフにした、アストロ・オービター型アトラクション。乗り物が旋回しながら手元のレバーを操作して上下に動かせる。
スイーツカップ
ケーキがモチーフのライドに乗り、くるくる回る。
元々はファミリーエリアにあったが、「観覧車 Sky-Go-LAND」建設の為2023年6月19日に一旦営業を終了し、お化け屋敷の隣に移設され同年10月7日に再オープンした。
お化け屋敷「ひゅーどろ」

年に何度も内容が変わるお化け屋敷。
ミラクルわんルーム 〜チュロス島の大冒険〜

ゴーカート ファミリーコース
2人乗りで全長500m
ゴーカート シングルサーキットコース
1人乗りで全長500m。旧ハイウェイロングコース（全長1,000m）を2021年2月20日にリニューアル。
ヒーロートレーニングセンター "ミッション8"
一流のヒーローになるために必要なトレーニングが8つ用意。シングルプレイ、グループプレイ、アドバンスの3種類のコースがある。
ルーピングスターシップ

50人乗りのスペースシャトル型の乗り物が前後に大きく揺れ、最後には勢いに乗って360度ぐるりと2回宙返りする。
2022年3月12日から14日の3日間限定で、開業30周年を記念しルーレットで回転数を決めるというイベントが行われた。最大3回転で、中には1度も回転しないパターンもあった。

### ツインタワーエリア
旧名称は「らんらんエリア」。
ハシビロGO!
2018年3月21日オープン。開業初日で逆走する事故を起こし、運行停止となった「ツイストコースターロビン」跡地に設置。40人乗りの大型円盤が回転しながら右へ左へスイングする「ディスク・オー」型の乗り物で、日本初となるメガディスク・オー。
クレージーヒュー・ストン
クレージーヒューは4Gの力で地上約60mまで打ち上げられる「スペースショット」。クレージーストンは地上約60mから-2Gの力で強制落下する「ターボドロップ」である。タワー型の垂直上昇と垂直落下のマシン両方が揃うのは日本では当園のみである。
バンジージャンプ（各種パス使用不可）
都内で唯一のバンジージャンプ施設。土日祝日のみの営業。
バヌアツ共和国の成人の儀式「ナゴール」がバンジージャンプの起源であることに因み、新成人は毎年成人の日とその前の土日に誕生日が記載された身分証明書を見せれば、料金が1回無料になるイベントが行われている。2022年4月に民法の変更により成人が18歳となった為、2023年からは20歳を祝うイベントとして主旨が変更されたが内容は同じ。
2008年より、CCDカメラ付きヘルメットほか計4か所のカメラで撮影された映像を編集したものをDVDにしてもらえる日本初のビデオ撮影サービスが開始された。現在はSDカードもしくはデータ（iPhoneのみ）。なお、18歳未満は利用できない。
ミルキーウェイ
くるくる回る回転ブランコ。回転しながら遊園地の景色が楽しめる。2020年3月17日より、身長100cmから利用できる3点式ハーネス付きの2人乗りのペアシートが8台登場した。また、同年4月20日までの期間限定で後ろ向きの座席も登場していた。
ジャイアントスカイリバー
地上25mの高さから、4人乗りのビニール製円形ゴムボートに乗り、水路を下るウォータースライダーアトラクション。
夏期は連絡通路を通りプール施設内へ入る必要がある為、プール入場券が必要となる。プール付ワンデーパスでの利用もできる。また、ワンデーパスや年間パス、半年パスでは利用不可。

### グッジョバ!!エリア

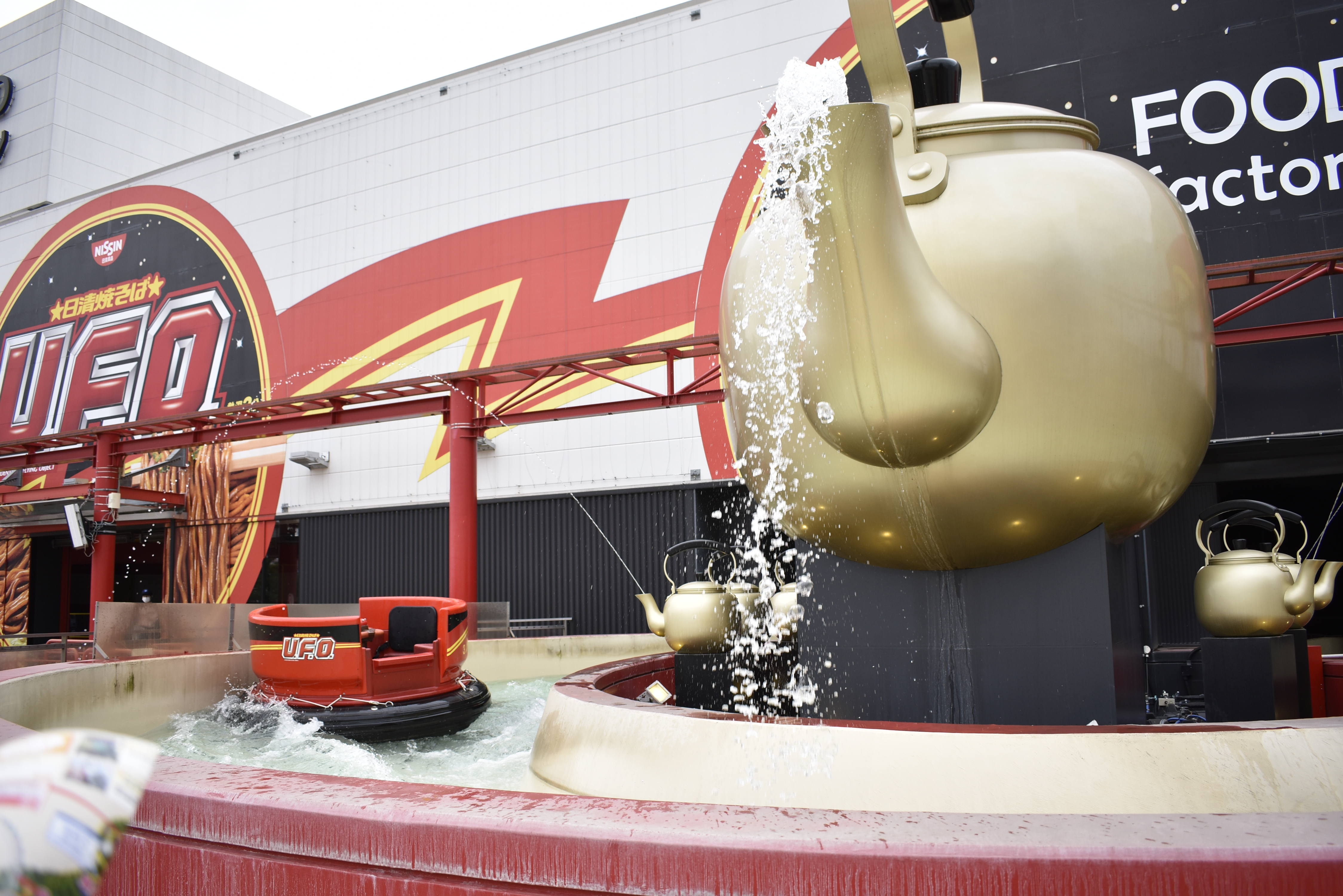
スプラッシュ U.F.O.

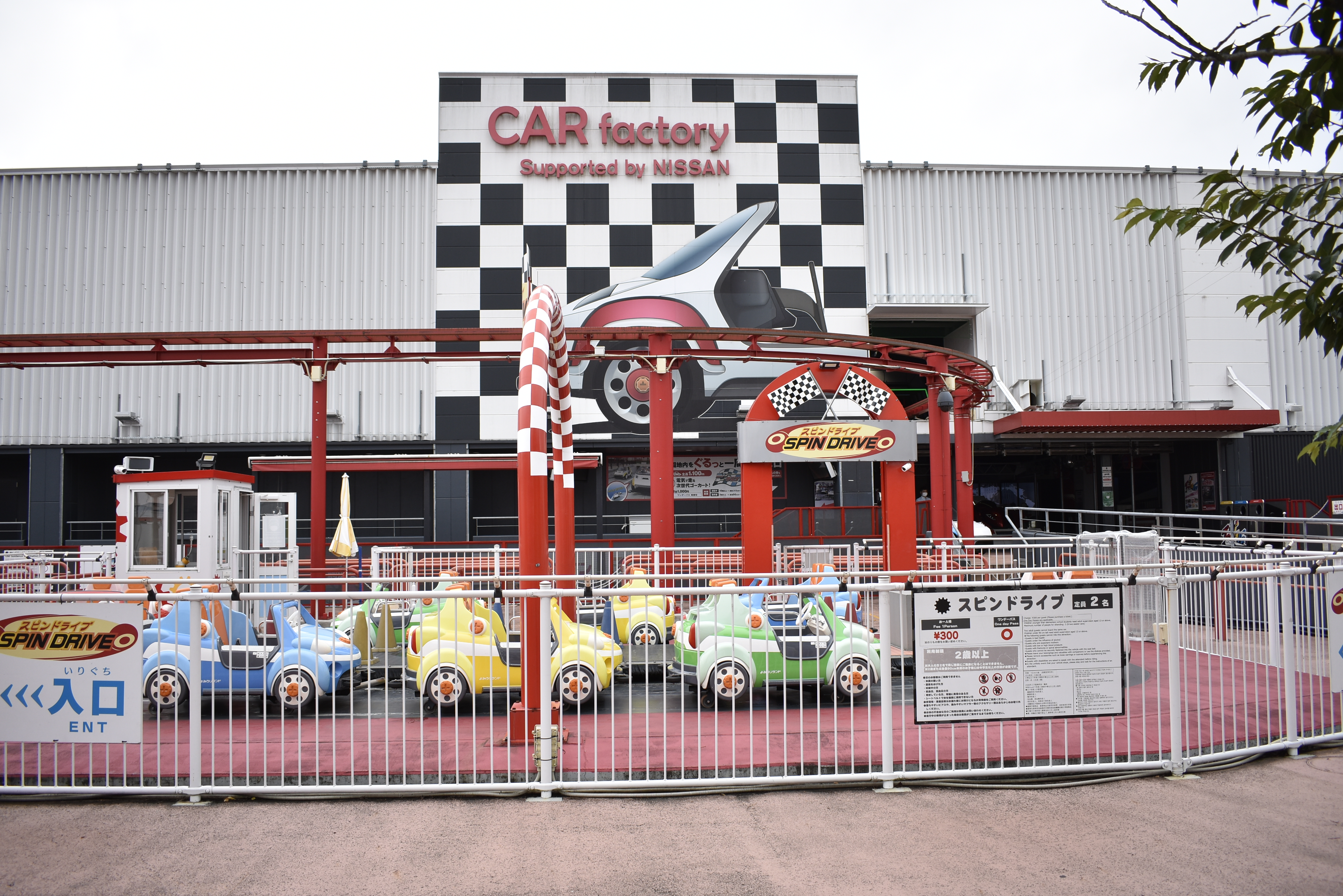
スピンドライブ

2016年3月18日にオープン。日本最大となる様々な「モノづくり」が体験できる17種類のアトラクションや5つのワークショップがある。スポンサーはコクヨ、日清食品、ワールド、島精機製作所、日産自動車、アルソックなど。2021年3月19日より大正製薬が加わり、新エリア「SPACE Factory」がオープン予定だったが、新型コロナウイルス感染症の影響により延期され、11月12日にオープンした。
SPACE Factory
リポビタンロケット☆ルナ
日本初となる、座席が前後左右にスイングする屋内吊り下がり式コースター。一部屋外に出る部分がある。
乗客はリポビタンマン（声 - 江口拓也）から、リポビタンDを月にいるリポビタンガールの所まで届けるという設定があり、乗車中はリポビタンDの製造工程の映像やリポビタンマンの音声が流れる。そして先述の屋外に出る時に、リポビタンマンが「ファイト イッパーツ！」の掛け声のタイミングで拍手をするというミッションがある。乗り場に到着する直前で結果が分かる。
ファイト イッパーツ！
座席が上下に動きながら水平に回転するタワー型アトラクション。
時期によってはリポビタンDの瓶のオブジェから水が噴出する演出がある。

FASHION Factory
スピンランウェイ
らせん状のスパイラルリフトを採用した屋内型コースター。
コースの前半は洋服の製造工程を再現。その後は車両に搭載されたボタンを押して洋服のコーディネートを完成させるゲームが楽しめる。
そして最後には音と光の演出に包まれ、まるでファッションショーに出演しているかのような感覚でコースを疾走する。
マイニット
島精機が世界に誇る自動横編み機「ホールガーメント」でオリジナルの編み物を作ることができるアトラクション。自転車やボートをこいだりすることで動力が発生し、「ホールガーメント」が稼働する。
自分のイニシャルが入ったリストバンドをゲットできる。

FOOD Factory
スプラッシュU.F.O.

「日清焼そばU.F.O.」が出来上がるまでの流れを、4人乗りの円形ボートに乗って体感する屋内型激流下りアトラクション。途中何ヵ所か「日清焼そばU.F.O.」の製造を邪魔するケトラーを、ボートに搭載されたボタンを押して退治するシューティングゲームがある。コース途中には急降下ポイントがあり、大量の水しぶきがかかる。
また、東日本初登場の「全身ドライヤー」が登場した。アトラクションで濡れた体と服を、最大5人まで一度に乾かすことができる。
U.F.O.バンプ！
「日清焼そばU.F.O.」をイメージしたライドに乗って遊ぶ1人乗りのアトラクション。座席の左右にあるレバーを操作して、全10台のライドでぶつかり合う。

CAR Factory
ev-グランプリ（各種パス使用不可）
全長1,100メートルのコースを電動ゴーカートで走行する。途中ゲーム要素もある。
カスタムガレージ
好きなデザインの部品を車体に取り付けて、その車に乗って車両検査をし、試験走行が楽しめる。
試験走行ではアクセルとブレーキでスピードを調整することができる。
最後には車両を船積みし、自動車が出荷されるまでの流れが体感できる。
マイレーシング
車体のタイプやパーツ、カラーリングなどを自由にデザインして、画面上で世界に1台だけの車を作ることができる。さらに、作った車がゲームに登場し、その車でカーレースを楽しむこともできる。
スピンドライブ

車のドリフト体験が楽しめる自動車型アトラクション。ヘアピンカーブを通過する時に勢いよくスピンし、遠心力がかかる。他の遊園地にも同機種がある。

BUNGU Factory
キャンパスチャレンジ
「キャンパスノート」の製造工程がわかる7つのゲームに挑戦する。全ゲーム終了後にはキャンパスノートの完成度の判定と、集中力や洞察力などの得点が表示される。
ひらめキッズ
「コクヨのえほん」をテーマにした子供向けの遊び場。5つの絵本をテーマにしたスペースで、真っ白な動物たちにお絵かきをするなど、普段体験できない楽しみがある。
ちえくらべ「たまゴロー」
全長560m、高さ8mのコースをボウリング玉ほどの大きさのボールが常時約60個、まるでローラーコースターのように転がる。
赤チームと青チームに分かれ、制限時間内にアトラクション内のミニゲームをプレイしたり、止まっているボールを動かしたりすることで得点を獲得、最終的に得点の高いチームが勝利となる。
コース上にはボールが通過することで動く仕掛けもあり、見ているだけでも楽しめる。
えんぴつタワー
高さ約9mのタワー型アトラクション。目の前のロープを引っ張ると座席が上昇し、手を離すとゆっくり降下する。タワーの頂上にある三角定規を目指してロープを引っ張るアトラクション。東京ドームシティアトラクションズのパワータワーと同機種。
くるくるコンパス
コンパスと色鉛筆の見た目が可愛らしい回転型のアトラクション。座席のペダルを漕ぐとライドが上昇する。横浜・八景島シーパラダイスのバタフライダーや、浅草花やしきのシラサギと同機種。
カドケシとろっこ
コクヨの人気商品「カドケシ」デザインのトロッコに乗り込み、手元のハンドルレバーを上下に動かして前に進む。ハンドルレバーを動かす速さでトロッコのスピードを変えて楽しむことができる。東京ドームシティアトラクションズのコロッコと同機種。

その他
SKYパト
地上約4～5mの高さのレールの上を走る自転車型アトラクション。コースは一部CAR factoryの中を通り抜ける部分があり、変形ロボ「CIRA（サイラ）」や「カスタムガレージ」の様子を上空から眺めることもできる他、ライドに搭載されたモニターには泥棒を捕まえるというゲームもある。

### アクアエリア
夏期は屋外プール施設「WAI（Water Amusement Island）」が営業する。1991年開業。夏期以外はツインタワーエリアとグッジョバ!!エリアを結ぶ連絡通路となる。ジュエルミネーション期間中は噴水ショーが行われる。
- 流れるプール
- 波のプール
- ダイビングプール
- スイミングプール
- それいけ!アンパンマンプール
- わいわいジャングル（2023年7月1日開業）[11]

ループコースターMOMOnGA跡地を用いたアスレチック型のエリア。総工費10億円をかけ5本のスライダーや巨大バケツ放水などを備える。
- 直線スライダー
- スラロームスライダー

### その他の園内の施設

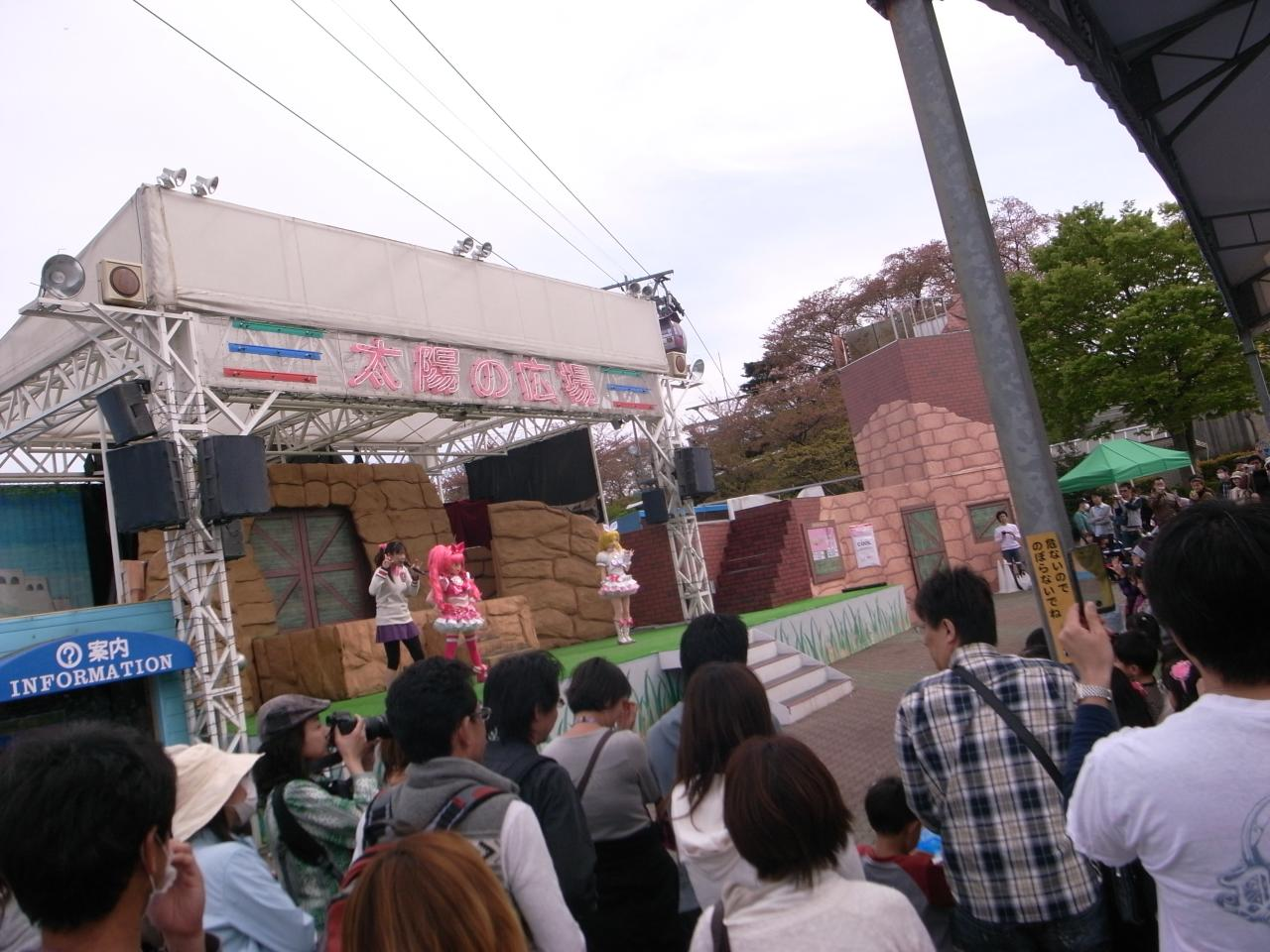
太陽の広場（2011年）

太陽の広場

キャラクターショー、アマチュア道場などが開かれる屋外ステージ。
オーロラスペース
夏はプールの更衣室となる屋内スペース。
六角ホール
旧アシカ館を改装して作られたホール。2024年7月現在はアシカショーの会場として利用されている。
ふれあい芝生広場・わくわく広場

バーベキューパーク JU-JU
「森の中のバーベキュー場」をコンセプトにしたバーベキュー場。最大300人収容でき、テントやパラソルも用意されている。

## 遊園地に隣接する施設

### HANA・BIYORI
「HANA・BIYORI」（はなびより）は、2020年3月23日にオープンしたフラワーパーク。当初は2020年3月14日にオープン予定と発表されていたが、新型コロナウイルス感染症の影響により遅れてオープンした。
施設規模は総面積4万平方メートルで遊園地に隣接する。中心施設の「HANA・BIYORI館」を始め「沖縄の海水魚が泳ぐ水槽」を設置するなど、「エンターテイメント型植物園」と銘打ち、四季を問わず満開の花を展示、花とデジタル技術を融合した「プロジェクションマッピング」のショーが楽しめる。
元々は聖地公園だったエリアであり、釈迦如来堂・時の塔・聖門・妙見菩薩像（重要文化財）・昭和天皇御製なども当該施設に含まれる。
京王よみうりランド駅と当施設を結ぶ無料のシャトルバスを運行している。
以下の施設で構成される。
- HANA・BIYORI館 - 日本最大級の300鉢を超えるフラワーシャンデリア（吊り花）など[12]。
- 彩りの小路
- 聖なる森 - 国指定重要文化財の妙見菩薩像や聖観世音菩薩像など[12]。
- 花景（かけい）の湯 - 空見の丘跡地に2024年3月6日開業。天然温泉(露天風呂)を含む日帰り温浴施設[14]。泉質はナトリウム - 塩化物・炭酸水素塩温泉で、ph値8.0の弱アルカリ性。源泉温度は43.8度だが一部では加水している。また掛け流しではなく循環である[15][16]。なお、同施設内にある飲食店「美食ノ極」はHANA・BIYORIのみ入園でも利用可能。

よみうりランドのジュエルミネーション開催期間中は、当施設も同様にHANAあかりとして夜間営業が行われる。
遊園地エリアとは連絡口で結ばれており、互いに割引料金で入園することができる。HANA・BIYORIは再入園ができない（HANA・BIYORIの年間パス所有者を除く）が、連絡口は通行券を提示すれば閉園1時間までなら何度でも再入園が可能である。

### その他の隣接施設
- キドキド よみうりランド店
- シェーキーズ よみうりランド店
- 中國新派料理 天安 - 丘の湯プラザ内にあったが、2024年8月8日に丘の湯跡地に移転した。

## 営業を終了した施設

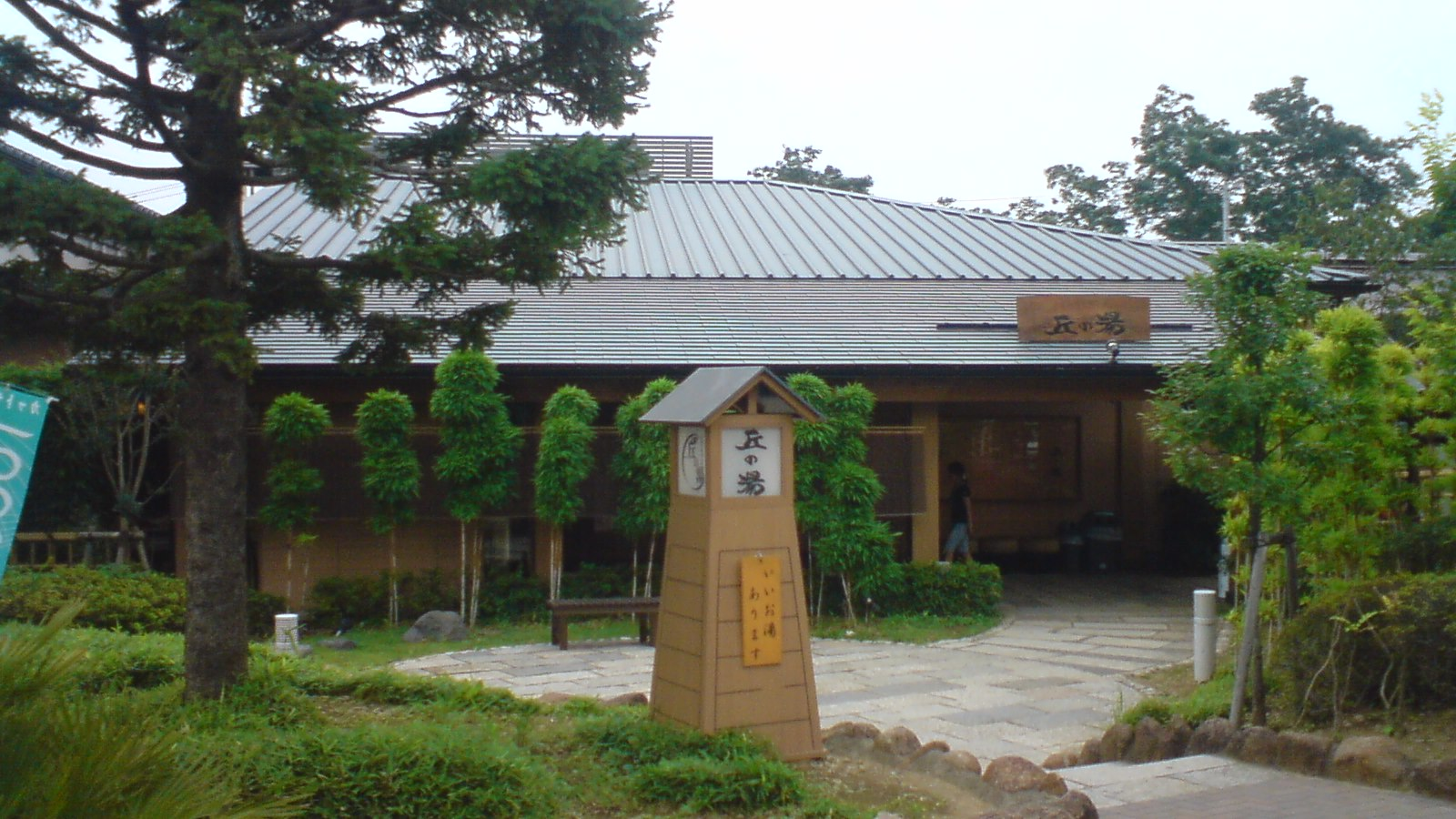
よみうりランド丘の湯

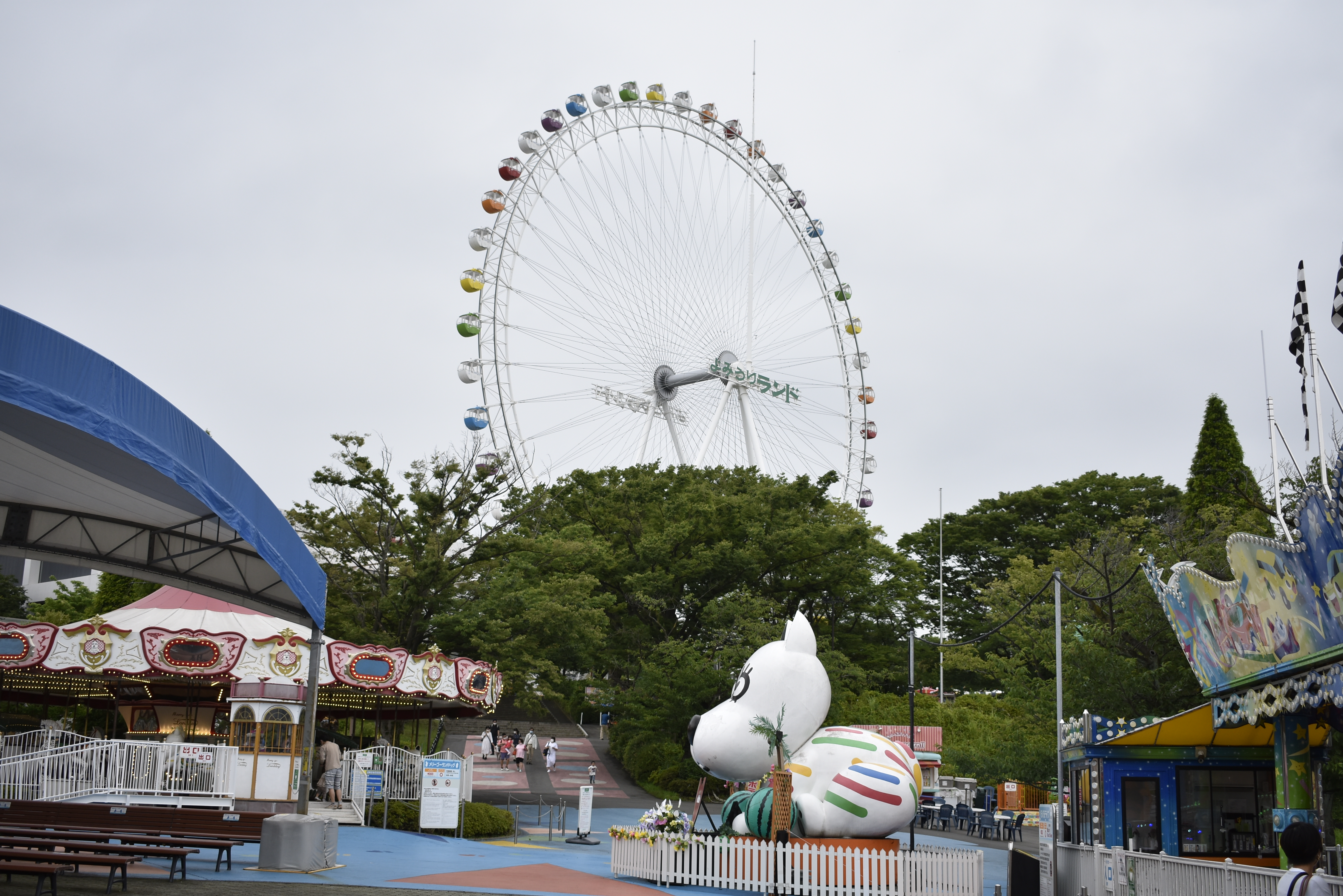
大観覧車

読売ゴルフパブリックアウトコース
1961年11月1日 - 1964年5月1日
インコースは後の「よみうりゴルフ倶楽部」となっている。
読売スキーセンター
1963年8月5日 - 1972年3月5日
グラススキーが楽しめる人工スキー場・人工シャンツェ（ジャンプ台）があり、純ジャンプのナショナルチームの練習にも使用された。
現在ジャンプ台は電波塔に転用されているため、立ち入ることはできない。
谷間の野外音楽堂
1963年8月5日 - 1970年頃
読売日本交響楽団の練習所に隣接されていた。オープンシアターEASTとは異なる。
水中バレエ劇場
1964年10月5日 - 1997年12月1日
開業当時の名称は『龍宮城』。近藤玲子主宰による水中バレエが3月から11月に繰り広げられた。客席数1,000人、水槽表面積550平米・水深11.7m・ガラス高さ2.4m幅1.2m厚さ24mm×18枚合計幅24m。
1989年4月にオープンシアターEASTで開催されたライブの模様が収録された中森明菜のライブビデオ「AKINA EAST LIVE INDEX-XXIII」のオープニングとエンディングで、水中バレエの映像が使用された。
よみうりランドアイススケート場
1966年12月25日 - 1999年頃
当時は400Mのトラック状のリンクもあった。夏季はプール、冬季はアイススケート場として営業していた。跡地にアクアエリア・プールWAIが開業した。
よみうりランドモノレール
1964年1月1日 - 1978年11月30日
当初は西生田 - ゴルフ場間の1.8kmで開業。1964年8月28日に全長2.9kmの環状路線となり、同年9月17日の東京モノレール開通まで日立アルヴェーグ式では世界最長だった。遊園地（ランドホテル）→駐車場→サッカー場→スカイロード→遊園地の周回運行であり、3両編成の車両を2本所有していた。全線が園内に所在するものの、園内遊具扱ではなく地方鉄道法の免許を受けた交通機関であった。1978年12月1日の路線廃止後は後述のサーキットギャング（ゴーカート）のコースに転用された（後に廃止）。また、当初の構想では小田急読売ランド前駅から園内へ直通する計画も存在していた。
フィールドアスレチックコース
1976年 - 1993年頃
跡地は、ヴェルディグラウンド第二天然芝グランドとなった。
江戸の街
- 1993年頃
時代劇セット。
跡地は、ヴェルディグラウンド第二天然芝グランドとなった。
海水水族館マリンドーム
1964年3月19日 - 2000年11月5日
海水は鎌倉市の稲村ヶ崎海岸からトラック輸送され、南海の珍魚や深海魚やマナティなどを展示。
マリンドーム終了後も「ラッコ・マナティ館」として細々と営業を継続していたが、マナティの死去により2002年2月28日閉鎖。ラッコ達は国内の水族館に引き取られた。
特筆されるものとして、1967年にフランス政府から寄贈され、日本で初めて公開されたシーラカンスの標本が展示されていた。閉館後は他水族館に貸し出されて展示されているが、TOKYO GIANTS TOWNに建設中の新たな水族館（2027年中開館予定）で再展示される計画である。
よみうりボウル
1981年11月20日 - 2003年3月31日
ボウリング場閉鎖後、新社屋竣工までの間は本社事務所が入居していた。
よみうりテニスガーデン
1974年7月20日 - 2000年頃
最盛期には23面のクレーコートがあり、一部のコートは夜間営業も行われていた。
サーキットギャング
1983年3月20日 -  2003年3月31日
全長2,300m、平均高さ14m・最高33mの全高架式のゴーカート。モノレール廃止後、高架レールをゴーカートのコースとして再利用された。
よみうりランド会館
1964年10月5日 - 2004年8月31日
宿泊施設。開業当時は「地方学生ホテル」として修学旅行団体の利用を主目的にユースホステル方式で6棟構成で建設され、1980年（昭和55）年に「よみうりランド会館」となり、大ホールや会議室の増設やOA機器など研修利用を主目的とした改装が行われた。2004年に閉館。
跡地は、読売巨人軍室内練習場などに転用された。
ビューン
1997年4月 - 営業終了日不明
ジャイアントスカイリバーの乗り場からプールWAIの上に張られたケーブルを、ハーネスを着用して滑空するジップライン。
ホワイトキャニオン
1994年4月9日 - 2013年1月14日
東日本初の木製コースター。全長1,100m、最大地点35m、最高時速84.4km、最大傾斜角53度、最大過重力縦3.55G・横1.5G、車両4人乗り7両2編成、総工費25億円。設計：ジョン・ピアース社、トーゴ、清瀬設計建築事務所。製造：RCCA、モーガン、PTC。
狭い木組みの中を通る場所が多く、世界最大の横Gが特徴であった。跡地は「日テレらんらんホール」となっている。

SLコースター
1988年4月6日 - 2011年5月8日
スリラーカー
1965年9月1日 - 1970年頃
ロープウェイ
1966年4月1日 - 1975年頃
聖地公園内の展望台から池を渡り、水中バレエ劇場付近までを結んでいた。現在運営している「スカイシャトル」とは異なる。
極楽園
1966年12月25日 - 1974年頃。
池に船を設置していたもの。『バンデット』建設に伴い閉鎖。極楽船は1984年頃撤去。
ロックンローラー
2005年1月14日営業終了。アームの先に観覧車のように取り付けられたゴンドラが回転しながらスイングする。浅草花やしきにあった「ファンキーダック」と兄弟機種であった（規模はロックンローラーの方が上だった）。
恐怖の館
洋風のお化け屋敷。
お化け屋敷
2009年9月に営業終了したが建物はそのまま残され、暫く期間限定イベントのお化け屋敷として利用されていた。
ミステリー・ザ・ワールド
屋内ライド型アトラクション。
ローラースケート場
1964年3月19日 - 1984年5月6日
日本初の人工大理石滑走面による1周160mコースと、内側には20m×30mのスケートリンクを設置。跡地には、後に読売巨人軍の室内練習場が建設された。
よみうりランドホテル（本館・別館）
1964年7月1日 - 1999年頃。
開業当時の名称は『読売観光ホテル』。4階に洋間、3階に和室、2階に会議室、別館1階に共同浴場を設け大型研修にも用いられたほか1974年に昭和天皇・香淳皇后が来園し、休憩した部屋が貴賓室とされていた。跡地はよみうりランド慶友病院へ建替えられている。
読売フィッシングセンター
1962年9月24日 - 1964年3月15日。
総面積6600平米の人造湖や高さ10.8mの大滝や8.5mの小滝、鱒や鮎などを飼育する300平米の小池5箇所、川魚水族館を備えた釣り堀。後に聖地公園に転用され、規模を縮小して『ひょうたん池』として営業を存続するも1968年8月9日営業終了。
パラシュートタワー（よみうりランドで最初の乗り物）
高さ150mのスキージャンプ台展望台から地上に渡した2本のワイヤーに4人乗りゴンドラまたは1人乗りパラシュートを装着し落下させた。
ふれあいの里・ワンニャン村

スカイロード
1971年4月1日 - 1999年頃。
長大な動く歩道で、京王よみうりランド駅前から読売ジャイアンツ球場あたりまでを結んでいた。有料。鉄道アクセスを担っていたが、ゴンドラ「スカイシャトル」への世代交代に伴い廃止。
屋内植物園
1975年11月30日 - 2000年頃。
株式会社よみうりサポートアンドサービスが運営していた。
大正天皇御料車展示館
1967年1月 - 2003年8月
聖地公園内にあり、7号御料車が展示されていた。その後2007年からは鉄道博物館にて展示。
オープンシアターEAST（よみうりランドEAST）
1983年4月17日 - 2013年5月6日
客席数は固定席4,182（アリーナに最大412席の仮設席設置可能）、芝生席約4,000名が収容可能。
約10,000人の収容が可能な、日本最大級の常設野外ステージ。名称は園内の東に位置することや日本が東洋に当たることから日本の野外音楽がイーストから始まるといった意味が込められた。
1990年前後までは広くアイドルや歌手のコンサート等に利用され本ステージで公演を行うと一流となれるジンクスがあったが、それらは各地で完成したドームやアリーナなど大規模な会場へシフトしたため、握手会やキャラクターショーといった昼間の小規模なイベントがメインとなった。
2013年5月6日を以って閉鎖。代替施設として2014年3月19日に全天候型の「日テレらんらんホール」がオープンした（敷地の一部はEAST跡地にかかっている）。
日テレらんらんホール
2014年3月19日に開設した全天候型多目的ホール。鹿島建設施工。
旧オープンシアターEASTとアシカショーの両機能を集約させた後継施設という側面があり、スクリーンを備えた舞台前方はプールとしてアシカショーや水を使った演出が可能となっている（座席数約500）。プールを使用しない時は天井の可動床を垂直降下のうえ被せることで、さらに約500席（背もたれなし）増設のうえコンサートホールとして稼働できるようになっている。舞台正面の可動扉を開放し屋外の芝生広場と一体化させることで収容人数をさらに増やすことも可能。
2015年よりゴールデンウィーク・シルバーウィークに不定期開催された松竹芸能プロデュースによる所属タレントが出演する特別イベント（別料金）「アシカ笑」にてホールでのアシカショーが開催され、2017年2月13日以降はアシカショーが旧水族館から移転し恒常的に開催されていた。なお、竣工時よりカリフォルニアアシカ（鰭脚類）の飼育施設も設置されていた。しかしわずか10年で閉鎖
ファミリー広場
2013年5月6日を以って閉鎖。
ツイストコースター ロビン（ローラーコースター）
2014年3月19日
らんらんホールと合わせてホワイトキャニオン跡地に開設された4人乗りのローラーコースター。三精テクノロジーズ製。全長370ｍとホワイトキャニオンと比べ大幅に縮小しているが、落下角度93°のファーストドロップと日本初となる車両が外側に傾いて曲がる逆カントカーブによる捻りのある小刻みな動きが特徴であった。名称のロビンは「コマドリ」のこと。
営業開始初日の12時40分ごろ、巻き上げ途中にいた車両がチェーンから外れて逆走しプラットホームの車両に衝突する事故が発生し、即刻運行を中止した。2015年1月に国土交通省による事故調査で安全装置である車体の逆走防止装置およびレール上における複数の設計・施工不良が原因と断定され、1年後の2016年1月12日に公式ホームページ上で撤去する旨を公表。撤去後は園内地図などから跡形もなく抹消された。現在はハシビロGO!が開業している。

スペースジェット
1977年 - 2019年12月25日
アストロ・オービター型アトラクション。開業当初の名称は「スカイジェット」。跡地には同様のアトラクション「シーチキンGO!」が開業した。
ループコースターMOMOnGA
1979年5月3日 - 2021年9月20日
全長425m、最大地点25m、最高時速75km。1982年4月29日には立ち乗り型の車両が登場し、世界初のスタンディングコースターとなった。名称も当初は「ループコースター」、立ち乗り登場時は「ループ&スタンディングコースター」で、2002年にレールのカラーリングを変更して「ループコースター MOMOnGA」に改称した。
座り乗りと立ち乗りで入口が分かれており、出発・到着時はトラバーサーによって車両が横にスライドするのが特徴だった。
風神雷神II脱輪事故以降、点検や天候などの理由でスタンディング型のみ頻繁に運休するようになっていた。（座り乗りタイプ、立ち乗りタイプ）。跡地はプールWAIの一部となり、新施設「わいわいジャングル」が開業した。
アニマルコースター
1968年 - 2023年6月17日
小型のコースター。開業当初は「ジャイアントスレー」という名称だったが、1988年に車両が龍のデザインにリニューアルされ、名称も「ドラゴンコースター」に変更された。更に2009年に2度目のリニューアルが行われ、様々な動物のデザインになり「アニマルコースター」という名称になった。2023年6月17日、観覧車 Sky-Go-LAND建設に伴い営業を終了した。
プテラサイクル
1984年 - 2024年6月16日
「スカイサイクル」のリニューアル版。地上2メートルの高さを、ペダルを漕いで進む。コースにはチェーンによる巻き上げや下りのスロープもある。スピーカーが搭載されており、ジュラシックカーの恐竜について説明が流れる。2024年6月16日、「ディノランナー」と「プテラノドンとお空の大冒険」建設に伴い、営業を終了した。
ジュラシックカー
1986年  - 2024年6月16日
「クラシックカー」のリニューアル版。レトロな車に乗り込み、ガイドレールに沿って自動で進む。コース途中に6頭の恐竜がおり、ボタンを押すと恐竜の鳴き声が出てインタビューするという内容。2024年6月16日、ディノランナー、プテラノドンとお空の大冒険建設に伴い営業を終了した。
レーザーアスレチック 〜太陽の神殿〜
張り巡らされたレーザートラップをくぐり抜け、3つのコースがある太陽の神殿を攻略する。
新型コロナウイルス感染症の影響で2020年から無期限で営業を休止している。
よみうりランド丘の湯、丘の湯プラザ
2004年3月26日 - 2024年1月8日

よみうりランド丘の湯は日帰り温浴施設。スーパー銭湯である。隣接する施設として、丘の湯プラザが存在した。
フラワーパーク「HANA・BIYORI」敷地内に、天然温泉を含む日帰り温浴施設「花景（かけい）の湯」の開業に伴い、営業を終了した。
大観覧車
1980年4月 - 2025年1月13日
開業当時、日本一の高さ（61.4m）を誇る観覧車としてオープンしたが、老朽化のため営業を終了した。
なお、2024年10月24日には新観覧車「Sky-Go-LAND」が開業し、営業終了まで同時に営業していた。
わんぱく鉄道オリヴァー ～ミュージックパーティー～
2001年3月31日 - 2025年1月13日
機関車の乗り物で敷地内を周回するアトラクション。
よみうりゴルフガーデン
1993年 - 2025年6月30日
ゴルフ練習場。2011年3月下旬に閉鎖した大阪市内の同名施設とは異なる。

## 遊園地外にある施設
よみうりランドの所有する敷地内にあり、運営・管理を行っているが、遊園地のゲートの外にある施設。
ゴンドラ「スカイシャトル」
京王よみうりランド駅前とスカイゲートを結ぶ全長882mのロープウェイ。1999年3月21日開業。キャッチコピー「空から行けちゃう遊園地」の由来となっている。
営業時間は遊園地の開園30分前から閉園15分後まで。
読売ジャイアンツ球場
野球場・室内練習場・読売ジャイアンツ寮。室内練習場は1984年、球場は1985年完成。寮は2024年球場隣接地に移転。
TOKYO GIANTS TOWN
水族館・野球場・飲食店。2025年3月1日開業。
東京ヴェルディサッカー場
サッカーコート4面(天然芝2面、人工芝2面)。クラブハウス。1969年10月12日開設。
セブンイレブン よみうりランド前店

### 敷地賃借施設
よみうりランドの所有する敷地内にあるが、運営主体は別にある施設（既に閉鎖されているものも含む）。
生田スタジオ
日本テレビが管理するテレビ収録用スタジオ。以前はNTV映像センターが管理主体であった。
江戸の町並みオープンセット - 上記生田スタジオの付帯設備としても使用されていたが、現在は閉鎖されている。
よみうりランド慶友病院
医療法人慶生会（青梅市）が運営する高級志向の介護療養型医療施設。よみうりランドホテル跡地に2005年に開業。
よみうりランドクリニックモール
7つのクリニック・店舗が入居する医療施設。
よみうりランドケアセンター
老人保健施設。社会福祉法人読売光と愛の事業団運営。
よみうりランド花ハウス
特別養護老人ホーム。社会福祉法人読売光と愛の事業団運営。
RVパーク東京 よみうりランド
2021年7月19日開業。遊園地としては初となる車中泊施設。

## ナイター営業「よるランド」
会社創立60周年を記念し、開業以来初となるナイター営業「よるランド」を、2009年12月5日から1月11日の金・土・日・祝、12月23日から1月3日までの24日間にわたり開催した。
各日16時よりナイター営業チケットが販売され、アトラクション乗り放題と入園料込で一律1000円。20時まで開園していた。
園内には数々のイルミネーション、降雪・流れ星の演出、人気コースター「バンデット」のナイター営業特別バージョン「スターライトバンデット」の運行を行なった。
2010年以降は、広大な芝生エリアにイルミネーションを敷き詰めた「ジュエルミネーション」として、ナイター営業が例年11月から2月にかけて開催されている。

## その他
- 1970年代からプロ野球の読売ジャイアンツが毎年、オープンシアターEAST（よみうりランドEAST）にてファンイベント「GOGO巨人軍」をキャンプイン直前の1月最終日曜に開催している[注 10]。
- 1980年代には全日本プロレスのファンイベントも夏休み中に開催されていた。EASTステージで開催されるなど場所や開催内容はGOGO巨人軍に準じており、所属する日本人選手だけでなく来日外国人選手も来場し開催されていた。
- 1999年のリニューアル時にマスコットキャラクターとしてランドドッグ星からよみうりランドに降り立ったという設定のイヌを擬人化した「ランドドッグ」が登場。2016年より設定を変更し、それまでのランドドッグ（オス）は『グッド』に改名、メスの『ラッキー』が加わった[23]。
  - 以前は、腹話術人形の「よみうりランドくん」がマスコットキャラクターであった。
- 以前は「きらきらサンデー」という、文化放送制作のアイドルが中心で歌を披露する公開放送番組が毎週行われていた（毎週日曜12:30 - 13:00、1990年代後半まで）。
- 1980年代後半にはペプシコーラ主催の夏BOYコンテストが行われた。
- 2014年と2017年にSCRAP主催の体験型謎解きイベントリアル脱出ゲーム遊園地ツアーが開催され、2014年はオリジナル作である夜の遊園地からの脱出東京公演と2017年もオリジナル作である夜の魔王城からの脱出東京公演が開催し夜間臨時営業扱いとして開催した。
- 2016年3月29日に放送された「日経スペシャル ガイアの夜明け」で「グッジョバ!!」のオープンまでの道のりが紹介された。
- 2018年4月21日から5月27日に、「艦隊これくしょん -艦これ-」のコラボレーションイベント「鎮守府第二次瑞雲祭り in よみうりランド泊地【よみずいランド】」を開催。実物大スケール瑞雲や1/20スケール日向の展示、バンジージャンプを「緊急脱出訓練」として階段にキャラクターイラストや地上マットに榛名と紐側のクッションに金剛をあしらうアレンジ、園内各所へのキャラクターパネル設置、日テレらんらんホールでの声優イベント、飲食店でのコラボメニューの提供、限定グッズ販売を実施。バンジージャンプは開催初日によみうりランド創設以来最大の利用者を記録した。

## 交通アクセス
所在地：東京都稲城市矢野口4015-1
- 京王相模原線京王よみうりランド駅から
  - よみうりランド直営ロープウェイ「スカイシャトル」で約5分。
  - 小田急バス読01で約6分。
  - 徒歩の場合、「巨人への道」階段（全283段）をジャイアンツ球場の前まで5分近く登り、さらに坂道を徒歩5分。
  - 矢野口駅から京王よみうりランド駅まで徒歩約10分で到達するため、南武線利用でのアクセスも可能である。
- 小田急小田原線読売ランド前駅から小田急バス読01で約10分。
- 小田急小田原線新百合ヶ丘駅から小田急バス新07で約22分。
- 6月の日曜祝日には、小田急バスが新宿駅西口から調布経由でよみうりランドまで運行している。（2022年現在1日1往復）
- 中央自動車道：稲城ICを経由し稲城大橋を出て約2km、または調布ICから約5km。
- 東名高速道路：東名川崎ICから約8km。
- 駐車場は7時30分から22時まで営業。

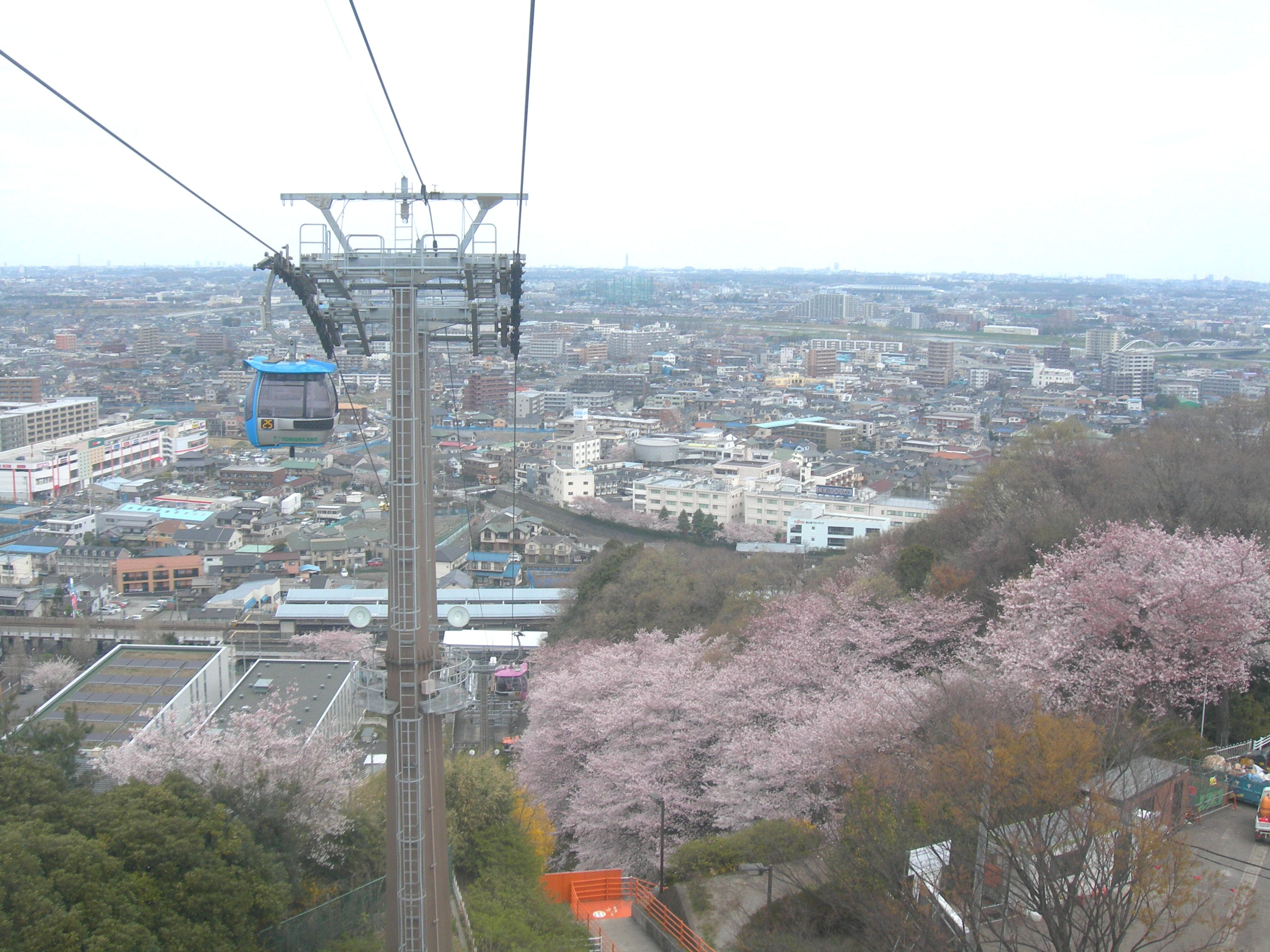
スカイシャトル
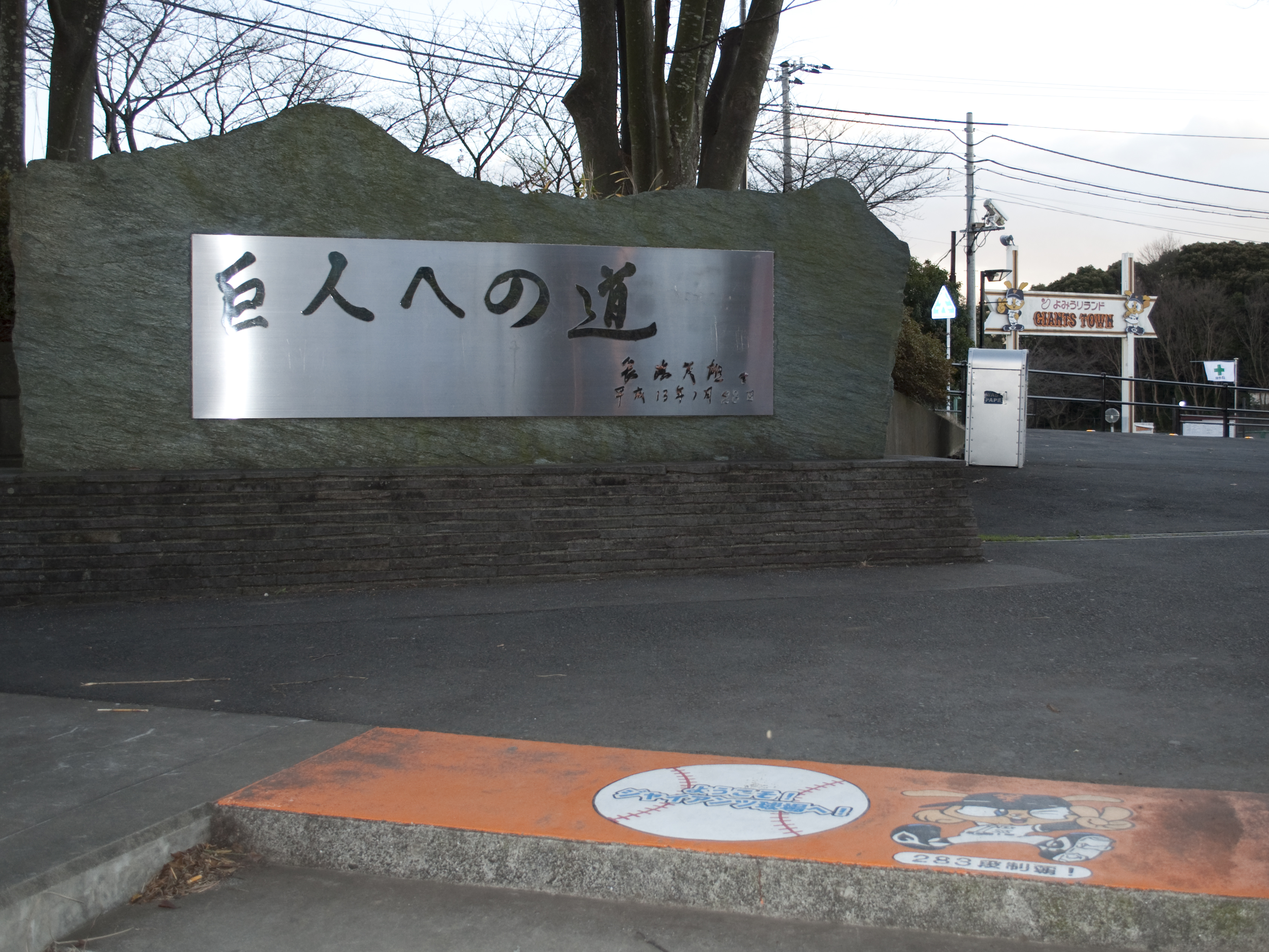
「巨人への道」石標
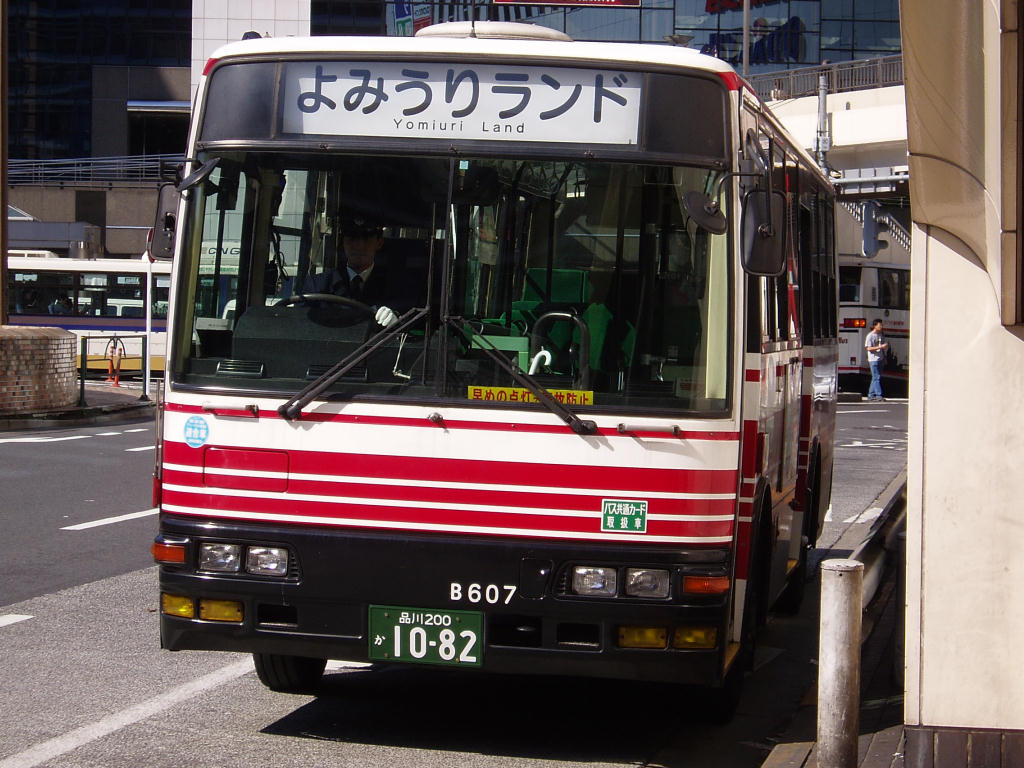
新宿駅を結ぶ路線バス（季節運行）
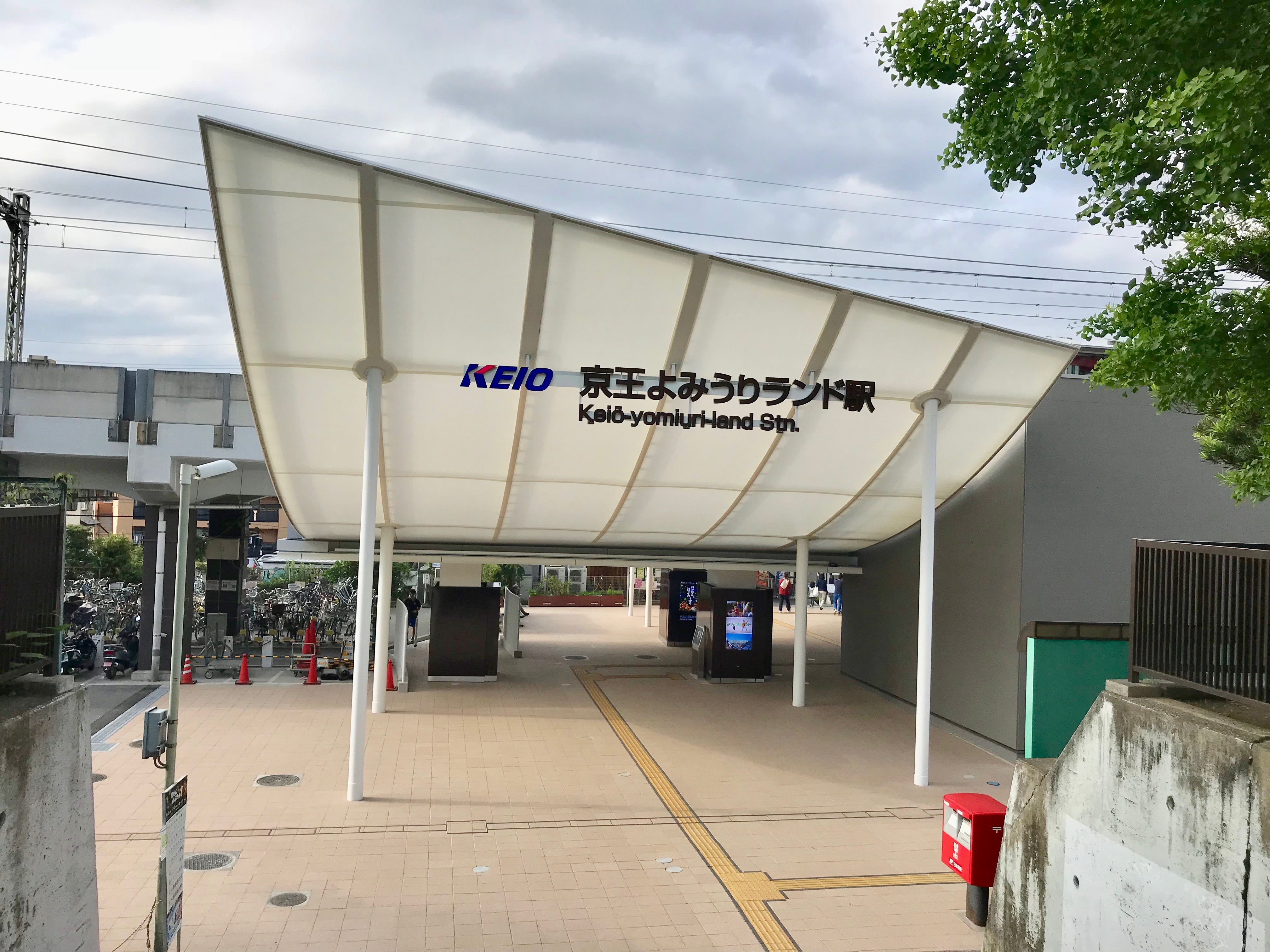
最寄駅・京王よみうりランド駅

## よみうりランドでロケが行われた作品
- アルプスの若大将（1966年5月28日、東宝系劇場公開） -  京南大学スキー部の練習シーンで「エバースノースキー場」として登場する。
- ウルトラマン 第24話「海底科学基地」（1966年12月25日、TBS系） - 海水水族館や水中バレエ劇場がそれぞれ潜水艇の窓の外の魚類や水中でダイバーが活躍するシーンに使用された。
- 快獣ブースカ 第31話「飛んで来た遊園地」・第32話「すてきな快獣の日」（1967年6月7・14日、日本テレビ系）
- 娘の季節（1968年、日活劇場版公開）- 組合の旅行
- 巨泉×前武ゲバゲバ90分!（1969年 - 1971年、日本テレビ系） - オープニング映像の収録。モノレールのレール上を歩く撮影も行われた。
- ウルトラファイト（1970年 - 1971年。TBS系）
- ウルトラマンA 第5話「大蟻超獣対ウルトラ兄弟」（1972年5月5日、TBS系） - O型の血液を持つ女性が蟻地獄に引き込まれるシーンに登場。
- パパと呼ばないで 第4話（1972年10月25日、日本テレビ系） - 噴水広場（のちのEAST）で主人公がデートの待ち合わせをする。
- 太陽にほえろ! 第28話「目には目を」（1973年1月26日、日本テレビ系列で放映） - 誘拐犯との身代金受け渡し現場としてアイススケート場が登場。
- ロボット刑事 第3話「時計発狂事件」（1973年4月19日、フジテレビ系）
- 雑居時代 第9話（1973年11月28日、日本テレビ系） - 主人公である十一と阿万里がゴーカートに乗りに来る。EASTの前身である歌謡ステージと観客席も登場する。
- 仮面ライダーX 第4話「ゴッド恐怖の影!!」（1974年3月9日、毎日放送制作・NET系） - 小暮博士の娘・冴子が友人2人と遊びに来た遊園地として登場。
- 行け!グリーンマン 第48話「グリーンマン対忍術怪人」（1974年、日本テレビ系）
- がんばれ!!ロボコン 第14話「ガッツラコ!天まであがれロボ根性」（1975年1月3日、NET系） - 正月の特別奉仕でロボガリが「ロボットランド」を設置し、更にロボコンとロボガリの凧揚げ勝負が行われた。
- 俺たちの旅（日本テレビ系）
  - 第22話「少女は切なく恋を知るのです」（1976年3月22日）主人公の浩介が真弓にデートをせがまれて遊びに来る遊園地として極楽門周辺やコーヒーカップが登場。
  - 第33話（1976年5月23日）では浩介の妹がかつての恩師と来園し、歌謡ステージでの「花と歌の祭典」の様子が映っている。
- 大都会 PARTII 第31話「殺人計画No.4」（1977年11月1日、日本テレビ系） - 交番爆破犯（蟹江敬三）が園内のトイレにて爆破殺人を決行し失敗する。
- 大都会 PARTIII（日本テレビ系） 第8話「野獣の叛乱」（1978年11月21日）および、第17話「誘拐」（1979年1月30日）
- ゆうひが丘の総理大臣 第20話（1979年2月28日、日本テレビ系） - 生徒がデートする遊園地としてアイススケート場や園内が登場。
- ザ・ハングマン 第20話「恐怖の水中逆さ吊り」（1981年4月3日、朝日放送制作、テレビ朝日系）- 水中バレエ劇場がハンギングの舞台となった。「特別アンコールショー 悪い奴ほどよく泳ぐ!」と銘打って、偽宝石を密輸した上に高く売りつけた悪党どもに悪事を白状させ、最後に悪投どもが水槽内に隠してあった偽宝石が露わになった。
- 西部警察 PART-II 第40話「ペガサスの牙」（1983年3月20日、テレビ朝日系、石原プロ製作） - 犯罪者が園内に車で逃げ込み、大門軍団とカーチェイスを展開。スキージャンプ台横の丘陵地で銃撃戦シーンの末、犯人確保となる。
- 星雲仮面マシンマン 第22話「ピエロの秘密指令」（1984年6月8日）・第25話「ミイラ男の挑戦」（1984年6月29日）
- 江戸川乱歩の美女シリーズ『炎の中の美女』（1984年11月10日、テレビ朝日系） - 犯人と主要人物が極楽門からEAST場内で言い争いをし始め、明智探偵がEASTステージ上で犯罪の謎を解く。同シリーズの「妖しい傷あとの美女」（1985年3月9日）では近藤玲子水中バレエ団が撮影協力をしている。
- ビー・バップ・ハイスクール（1985年12月14日、東映系劇場公開） - 冒頭のアクションシーンおよびヒロイン（中山美穂）が観覧車に連れ込まれるシーンで登場。
- あぶない刑事 第9話「迎撃」（1986年12月7日、日本テレビ系） - 犯罪者に追われた松村課長が逃げ込んだ遊園地として登場、おばけ屋敷内部などで逃走を繰り広げる。EASTのステージで事件が解決を迎える。
- CHAGE and ASKA PV「夢の番人」（1993年3月3日）
- ウルトラマンティガ 第10話「閉ざされた遊園地」（1996年11月9日、毎日放送制作・TBS系） - ゴーカートなどが登場。劇中、ジェットコースターのミニチュアがウルトラマンティガが転倒した拍子に破壊されている。
- ストーカー・誘う女 第5話「のぞきたい彼の家」（1997年2月6日、TBS系） - 主人公・森田一家が遊びに来た遊園地として登場。ストーカー化するミチルが楽しげな森田一家を遠巻きに見つめ続けるシーンがメリーゴーランドなどで撮影された。
- ウルトラマンダイナ 第5話「ウイニングショット」（1997年10月4日、毎日放送制作・TBS系）
- 遊☆戯☆王 (アニメ第1作)  第7話「裏技デジタルペット騒動」（1998年5月16日、テレビ朝日系） - 作中では武藤遊戯（声 - 緒方恵美）が放った遊園地として「みどりのランド」という名称が登場していた。
- run for money 逃走中（フジテレビ系）第21回「大統領暗殺計画」（2011年3月6日）・第52回「ハンター迎撃作戦」（2021年1月2日） -  第21回での番組中での呼称は「卑弥呼ランド」
- クイズ☆タレント名鑑 第23回（2011年4月24日。TBS系） - 「run for money 逃走中」のパロディ企画「ギリギリ有名人が逃走中」が収録された。
- ルーリー・うめ子の何でもやります課!? - 2011年8月と9月（撮影は同年6月）
- ヒルナンデス!（2013年8月13日、日本テレビ系）
- ハナエ MV「JUVENILE!!!!」（2013年10月23日）テレビ東京系で放送されたテレビアニメ『探検ドリランド -1000年の真宝-』のエンディングテーマ。
- 相棒 Season 12 第14話「顔」（2014年2月5日、テレビ朝日系）
- 仮面ライダーゼロワン 第1話「オレが社長で仮面ライダー」（2019年9月1日、テレビ朝日）飛電或人が最初に仮面ライダーゼロワンに変身した遊園地として登場。